# پاچلاند (کارولینای شمالی)
پاچلاند (به انگلیسی: Peachland) شهری در ایالت کارولینای شمالی کشور ایالات متحده آمریکا است که جمعیت آن در سرشماری سال ۲۰۱۰ میلادی، ۴۳۷ نفر بوده‌است.